# Ignaz Seipel
Ignaz Seipel (n. 19 iulie 1876, Viena, Austro-Ungaria – d. 2 august 1932, Pernitz⁠(d), Austria Inferioară, Austria) a fost un prelat romano-catolic austriac și politician al Partidului Social Creștin (CS), care a îndeplinit de două ori funcția de cancelar federal al Austriei (1922-1924 și 1926-1929).

## Biografie
Seipel a studiat teologia la Universitatea din Viena și a fost hirotonit preot catolic în 1899. A obținut titlul de doctor în teologie în 1903, apoi pe cel de doctor habilitat la Universitatea din Viena, fiind unul dintre primii teologi creștini care au scris despre etica afacerilor în conformitate cu învățăturile sociale catolice. În perioada 1909-1917 a predat teologia morală la Universitatea din Salzburg.
Seipel s-a înscris în Partidul Social Creștin, de orientare conservatoare, care fusese înființat în 1893 de Karl Lueger, primarul Vienei, și a fost secretar de cabinet în guvernul austro-ungar în timpul Primului Război Mondial. În acea vreme a scris și publicat o serie de lucrări celebre pe teme constituționale, printre care Nation und Staat (Națiune și stat) (1916), care a contribuit la consolidarea reputației sale și ulterior la dobândirea unei poziții proeminente în cadrul partidului. În aceste scrieri, spre deosebire de majoritatea contemporanilor atrași de retorica wilsoniană, el a văzut statul mai degrabă ca un efect principal al suveranității decât ca o națiune. În octombrie 1918 a fost numit ministru al muncii și afacerilor sociale în ultimul cabinet cisleithanian, sub conducerea ministrului președinte Heinrich Lammasch. În această calitate a asistat la capitularea Germaniei și la destrămarea Austro-Ungariei. Om pragmatic, nu a crezut în posibilitatea supraviețuirii Imperiului Austro-Ungar, în ciuda încrederii pe care i-o acorda împăratul Carol I.

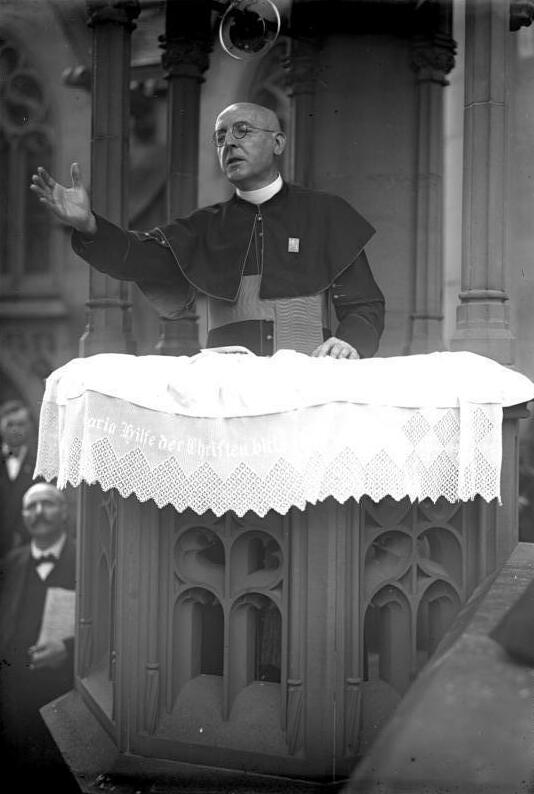
Seipel predicând la Bingen în 1929

După Primul Război Mondial și încheierea Tratatului de la Saint-Germain-en-Laye în 1919, el s-a implicat cu entuziasm în politica tinerei republici austriece și a fost ales membru al adunării constitutive a Austriei Germane, participând la redactarea noii constituții. Seipel a împiedicat destrămarea fostului Partid Social Creștin, clerical și monarhist, care funcționa acum - după destrămarea imperiului - în prima Republică Austriacă și a devenit astfel o personalitate esențială a vieții politice austriece. Papa Benedict al XV-lea, care îl aprecia în mod deosebit, i-a oferit rangul de pronotar apostolic. Monseniorul Seipel a fost președinte al Partidului Social Creștin din 1921 până în 1930, îndeplinind în această calitate funcțiile de cancelar al Austriei în două rânduri (1922–1924 și 1926–1929) și de ministru de externe (1926–1929, 1930).
În mai 1922, când Seipel a preluat funcția de cancelar, Austria era o țară ruinată și umilită, afectată de inflație și șomaj și pe marginea războiului civil. Pentru a reface economia austriacă afectată de cei patru ani de război și apoi de frământările de după război, cancelarul Seipel și delegatul său la Liga Națiunilor, contele Mensdorff-Pouilly-Dietrichstein, au semnat la Geneva în 4 octombrie 1922 un protocol pentru reconstrucția economică a Austriei: prin renunțarea în mod oficial la unirea cu Germania, el a obținut un credit internațional de 650 de milioane de coroane de aur. Încercând să combată hiperinflația coroanei austriece, guvernul condus de Seipel a reînființat Banca Națională a Austriei, cu sarcina de a asigura stabilitatea monetară. Coroana austriacă a fost înlocuită cu șilingul la un curs de schimb de 1 șiling=10.000 de coroane. Redresarea economiei a impus o serie de măsuri draconice: reorganizarea instituțiilor, concedierea multor funcționari publici și creșterea impozitelor. A avut loc astfel o scădere accentuată a consumului și reducere a producției și a exporturilor, însoțită de o creștere a ratei șomajului. Aceste politici economice au determinat creșterea nemulțumirii organizațiilor muncitorilor socialiști, iar popularitatea cancelarului se erodează. La 1 iunie 1924 un muncitor a săvârșit un atentat la adresa vieții lui Seipel, rănindu-l grav și forțându-l să se retragă de la putere.
Seipel a fost numit din nou în funcția de cancelar la 20 octombrie 1926 și a câștigat alegerile din aprilie 1927 cu o majoritate confortabilă. Conducând o guvernare de coaliție de dreapta, susținută de Partidul Popular al Germaniei Mari și de Landbund (Federația Rurală), politica sa principală a fost încurajarea cooperării între industriașii bogați și unitățile paramilitare ale organizației naționaliste Heimwehr. Acest acord politic a condus la o creștere a violenței stradale și a conflictelor armate cu organizația paramilitară social-democrată Republikanischer Schutzbund, culminând cu Revolta din iulie 1917, care a fost reprimată sever și s-a soldat cu numeroase victime. Opoziția social-democrată s-a referit ulterior la Seipel cu porecla „prelatul sângeros”. El a demisionat din motive de sănătate de la conducerea guvernului în 1929 și a fost înlocuit de colegul său de partid Ernst Streeruwitz. În anul următor a îndeplinit din nou, pentru o scurtă perioadă, funcția de ministru de externe în cabinetul cancelarului Carl Vaugoin.
Suferind de tuberculoză, Ignaz Seipel s-a retras la un sanatoriu din Pădurile Vienei, unde a murit la 2 august 1932. A fost îngropat într-un mormânt de onoare din cimitirul Zentralfriedhof din Viena.

## Amintirea sa

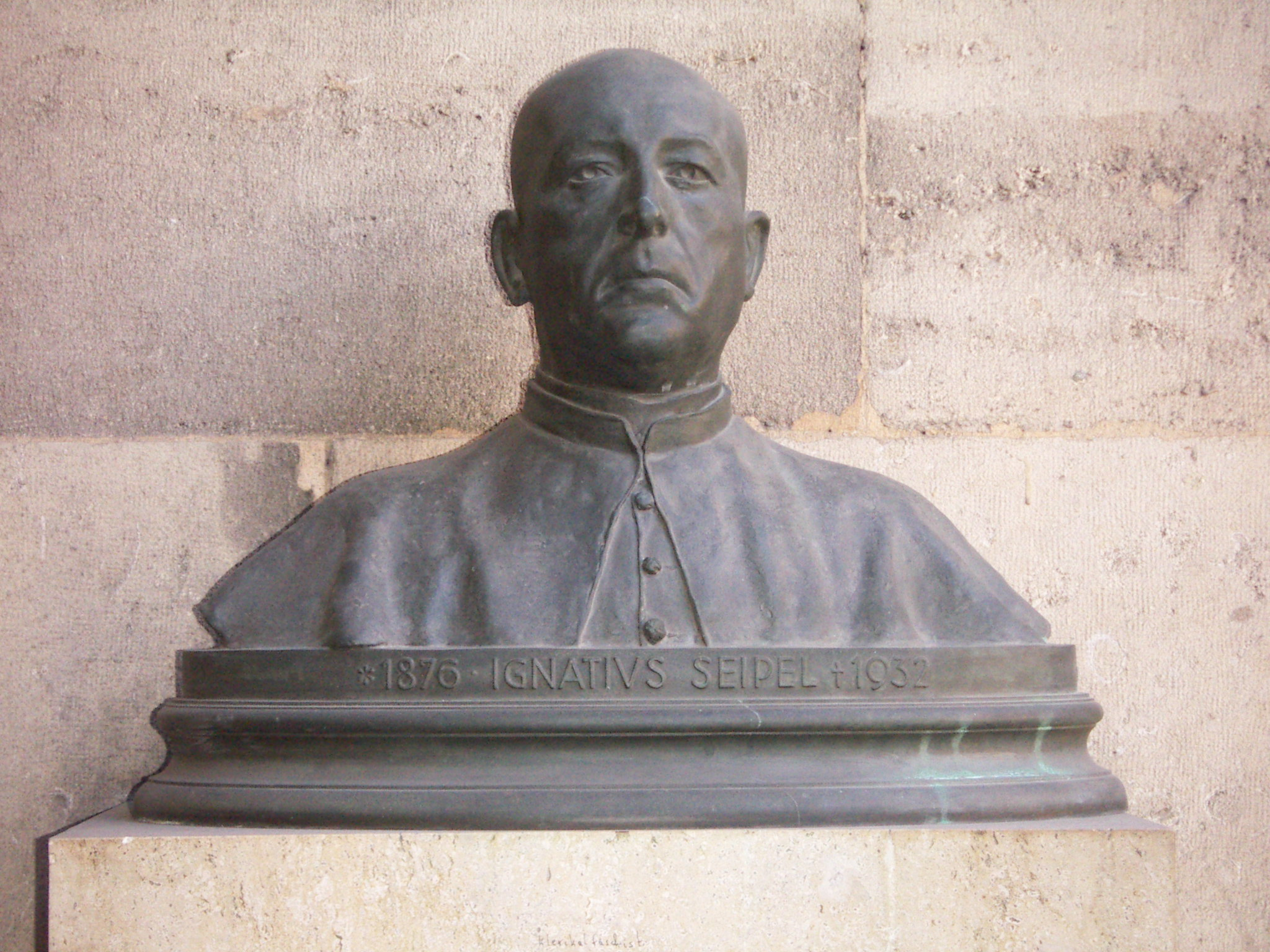
Monument memorial al lui Seipel la Universitatea din Viena

Ideile antisemite ale lui Seipel au fost o sursă de inspirație pentru personajul cancelarului dr. Schwerdtfeger din romanul lui Die Stadt ohne Juden (Orașul fără evrei, 1922) al lui Hugo Bettauer, ecranizat de Hans Karl Breslauer în 1924.

## Legături externe
- „New Cabinet”. Time Magazine. 1 noiembrie 1926. Arhivat din original la 31 ianuarie 2011. Accesat în 9 august 2008.
- Materiale selecționate din ziare despre  Ignaz Seipel în 20th Century Press Archives din cadrul Bibliotecii Naționale de Economie din Germania (ZBW)

| Funcții politice           | Funcții politice                          | Funcții politice            |
| -------------------------- | ----------------------------------------- | --------------------------- |
| Predecesor: Johann Schober | Cancelar al Austriei 1922–1924            | Succesor: Rudolf Ramek      |
| Predecesor: Rudolf Ramek   | Cancelar al Austriei 1926–1929            | Succesor: Ernst Streeruwitz |
| Predecesor: Rudolf Ramek   | Ministru de externe al Austriei 1926–1929 | Succesor: Ernst Streeruwitz |
| Predecesor: Johann Schober | Ministru de externe al Austriei 1930      | Succesor: Johann Schober    |